# Station Szadkowice
Station Szadkowice is een spoorwegstation in de Poolse plaats Szadkowice.